# 開羅航空 (2004年)
開羅航空是一間包機航空公司，總部位於埃及開羅。提供飞往埃及往亞洲、非洲和歐洲的包機服務。樞紐機場為開羅國際機場。

## 歷史
该航空公司是由易卜拉欣卡邁博士的加藤組成立，結合成的埃及旅行代理商，於1997年投入运营。在2003年，埃及航空投放40%（後來加至60%）去購買圖波列夫機隊去成立新公司，開羅航天。開羅航空然後再被重新定位為一個與埃及航空的子公司，經營國內和國際包機服務。

## 機隊
開羅航空有以下的機隊（2009年5月）：
- 4 空中巴士A320-200

## 外部連結
- 官方網站 （页面存档备份，存于）
- 開羅航空機隊 （页面存档备份，存于）